# 国鉄ソ30形貨車
国鉄ソ30形貨車（こくてつソ30がたかしゃ）は、かつて日本国有鉄道（国鉄）に在籍した事故救援用操重車（事業用貨車）である。鉄道車両の脱線事故や転覆事故の復旧に使用された。回転式キャブとクレーンを装備している。また、クレーンのブームを収めるための控車である長物車を伴っている。

## 概要

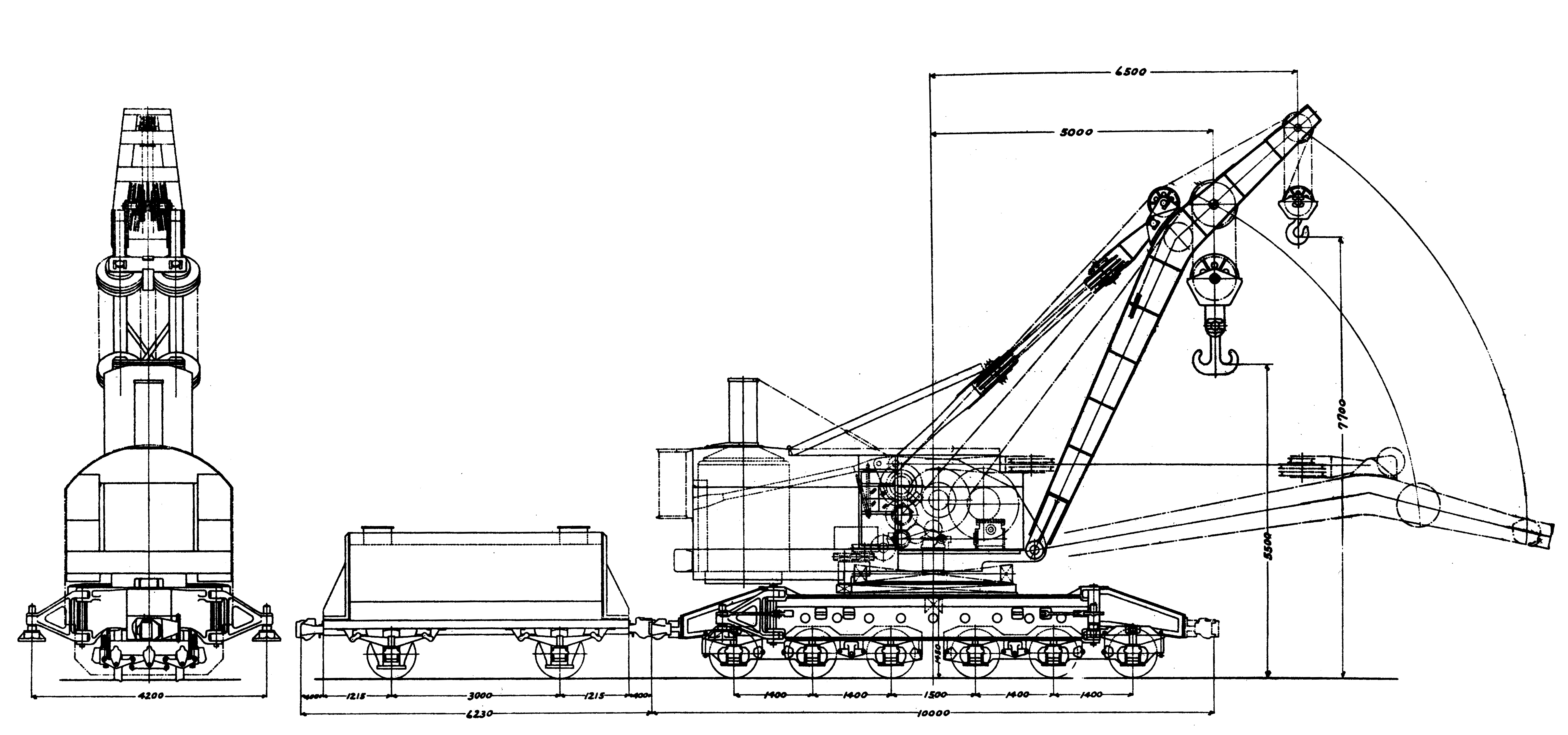
形式図（改造前）

1928年（昭和3年）にアメリカから輸入されたソ20形をベースに、日本の事情に合わせた改良を施して国産化したのが本形式である。1936年（昭和11年）から1947年（昭和22年）にかけて、国鉄浜松工場および日立製作所で7両（ソ30 - ソ36）が製造された。
扱い荷重は主巻が65t、補巻が15t（アウトリガー最大展開時）で、台車は3軸の板台枠式ボギー台車を2基備えた。当初の動力は蒸気機関で、低速での自走も可能であった。そのため、燃料の石炭2tと水10tが積載可能な二軸式の炭水車を従えていた。この炭水車は、蒸気機関車の炭水車と同じく、本体と同じ番号を称した。
蒸気機関は、使用時に無理が利き使いやすかったが、現場に到着しても蒸気圧が上がるまで時間がかかり、保守も面倒であったことから、1970年（昭和45年）から動力をソ80形と同じディーゼルエンジンに載せ替えられ、炭水車も廃棄された。
1968年（昭和43年）10月1日ダイヤ改正では高速化不適格車とされて最高速度65km/hの指定車となり、識別のため記号に「ロ」が追加され「ロソ」となり黄色（黄1号）の帯を巻いた。
塗色は、落成時は黒であったが淡緑色に変更された。更にその後全般検査の際に、黄1号の1色塗りに変更された車が存在した。この色違いの明確な基準はなく、全般検査の際に入場する工場の違いによるものと思われる。淡緑色の車は黄1号の帯を巻いている。
ソ80形とともに大型操重車として1980年代まで使用され、1987年（昭和62年）4月の国鉄分割民営化までに全車が廃車されたが、1両（ソ34）が小樽市総合博物館に保存されている。

## 配置
配置は、ソ20形を含めた5両が、札幌、東京、大阪、広島、門司の5鉄道局にそれぞれ1両配置され、戦後に増備された3両は、新潟、仙台、四国の3管理局に配置された。
1980年（昭和55年）時点の常備駅（配置局）は次のとおりである。
- ソ30 - 秋田駅（秋田鉄道管理局）
- ソ31 - 広島駅（広島鉄道管理局）
- ソ32 - 高松駅（四国総局）
- ソ33 - 鳥栖駅（門司鉄道管理局）
- ソ34 - 岩見沢駅（札幌鉄道管理局）
- ソ35 - 長町駅（仙台鉄道管理局）
- ソ36 - 新津駅（新潟鉄道管理局）